# Весёлый (Яковлевский район)
Весёлый — хутор в Яковлевском районе Белгородской области России.
Входит в состав Быковского сельского поселения.

## География
Расположен на правом берегу реки Ворскла, севернее хутора Мордовинка, граничит с хутором Кондарёво. На востоке от Весёлого находятся урочища Вязовое и Пристенок.
Через хутор проходит просёлочная дорога; имеется одна улица: Заречная.

## Население
| 2002 | 2010 |
| ---- | ---- |
| 18   | ↗38  |